# 瀬尾俊三
瀬尾 俊三（せお しゅんぞう、1897年4月11日 - 1980年9月17日）は、日本の経営者。雪印乳業社長を務めた。

## 経歴
北海道札幌市出身。札幌第一中学校（現・北海道札幌南高等学校）を経て、1922年に早稲田大学商学部を卒業。東海林太郎とは大学時代に同じ下宿にいた親友。
名古屋銀行での勤務を経て、1926年に北海道酪農販売組合連合会主事に就任し、1938年に専務、1950年6月に雪印乳業専務、1957年5月に副社長を経て、1963年5月に社長に就任。1971年5月に会長を経て、1973年5月には相談役に就任した。
1963年に藍綬褒章を受章し、1967年4月に勲三等瑞宝章を受章。
1980年9月17日、急性肺炎のために死去。83歳没。